# Radio CCM
Radio CCM – lokalna komercyjna rozgłośnia radiowa na Śląsku, nadająca w latach 1998–2024, stworzona przez chrześcijańskie Stowarzyszenie DeoRecordings.
Jako jedyna stacja w województwie śląskim emitowała program z pięciu nadajników pokrywających sygnałem zachodnią część aglomeracji górnośląskiej, Podbeskidzie oraz część Małopolski. Program kierowany był głównie do słuchaczy w wieku od 30 do 55 lat.

## Historia
Inicjatywa stworzenia radia obejmującego swoim zasięgiem Śląsk Cieszyński i część Górnego Śląska powstała w 1995 roku. Nazwa radia wzięła się od Contemporary Christian Music, co na polskie potrzeby przetłumaczono na Całkiem Ciekawa Muzyka. Pierwsza koncesja została przyznana w 1997 roku. Stacja zaczęła początkowo nadawać z nadajników w Ustroniu (na Czantorii) i Oświęcimiu.
Pierwszy program radia w Oświęcimiu ruszył 5 lipca 1999 roku. Na potrzeby radia pomieszczenia wynajęto w Firmie Chemicznej Dwory S.A., członkowie programu zostali wyłonieni poprzez casting.
W grudniu 1999 roku ruszył pierwszy program radia w Cieszynie.
W 2001 roku stacja uzyskała koncesję na nadawanie z Bielska-Białej, Gliwicach i Białymstoku. Koncesja z Białegostoku była dzielona z Radiem Orthodoxia i była tam nadawana tylko muzyka. W 2003 roku Krajowa Rada Radiofonii i Telewizji odebrała stacji koncesję na nadawanie w Białymstoku.
Na przełomie 2002 i 2003 roku stacja przeniosła swoje studio z Oświęcimia i Cieszyna do Gliwic przy ulicy Jana Pawła II.
W momencie zakończenia nadawania zasięg Radia CCM obejmował Śląsk Cieszyński, rejon Bielska-Białej, Oświęcimia oraz całą aglomerację górnośląską. Główna siedziba radia znajdowała się w Gliwicach.
Prezesem zarządu i redaktorem naczelnym w latach 2000-2024 był Krzysztof Budzisz.
1 stycznia 2024 roku rozgłośnia została przejęta przez Grupę Radiową Time.
1 października 2024 roku rozgłośnia oficjalnie zakończyła nadawanie, a na jej częstotliwościach zaczął nadawać lokalny oddział Radia Eska o nazwie - Radio Eska Południe.